# Alexa Martín
Alexa Martín-Moreno (México, 21 de junio de 1992), conocida artísticamente como Alexa Martín, es una actriz mexicana que se dio a conocer con sus personajes de Leticia Bethancourt en la versión mexicana de la serie Rosario Tijeras, y en su primer protagónico como Milagros Rendón, en la serie de televisión Tres Milagros, adaptación mexicana de la serie del mismo nombre.

## Biografía
Martín nació el 21 de junio de 1992 en México, siendo hija de padres mexicanos con ascendencia española y alemana. Se capacitó como actriz en el Centro de Formación Artística (CEFAT) de TV Azteca en 2015. A la edad de 24 años, contrajo nupcias con el también actor Erick Chapa, su compañero de escena en la telenovela UEPA! Un escenario para amar, dicha ceremonia se realizó el 3 de febrero de 2017 en Hacienda La Escoba, en el estado de Jalisco. Ambos se convirtieron en padres el 25 de octubre de 2019, cuando nació su primer hijo, al que llamaron Lorenzo. En el año 2022 tuvieron a su segunda hija, Ana Lucía.

## Filmografía
| Año       | Título                       | Personaje                            | Nota                                                    |
| --------- | ---------------------------- | ------------------------------------ | ------------------------------------------------------- |
| 2015-2016 | UEPA! Un escenario para amar | Marisel de los Arcos                 | Personaje principal                                     |
| 2016      | Un día cualquiera            | LindaCynthia                         | Episodio: "Homosexualidad femenina"Episodio: "Brujería" |
| 2016-2017 | Rosario Tijeras              | Leticia Bethancourt                  | Personaje principal (temp. 1)                           |
| 2018      | Tres Milagros                | Milagros Rendón                      | Personaje principal                                     |
| 2018      | Diablero                     | Lucía                                | Episodio: "Los demonios están entre nosotros"           |
| 2019      | Un poquito tuyo              | Madonna Rosales                      | Personaje principal                                     |
| 2020      | La Doña                      | Fernanda Céspedes                    | Personaje principal (temp. 2)                           |
| 2020-2021 | Falsa identidad              | Victoria Lamas #2 / Valentina Acosta | Personaje principal (temp . 2)                          |
| 2022      | Mujer de nadie               | Michelle Ortega Ibarra               | Personaje principal                                     |
| 2022      | El rey Vicente Fernández     | Rosa                                 | Personaje principal                                     |
| 2024      | Marea de pasiones            | Beatriz Marrero                      | Personaje principal                                     |
| 2024-2025 | Sed de venganza              | Elisa Del Pino                       | Personaje principal                                     |